# Имя Доктора
«Имя Доктора» (англ. The Name of the Doctor) — тринадцатая и заключительная серия седьмого сезона британского научно-фантастического телесериала «Доктор Кто», восьмая серия второй половины сезона. Премьера серии состоялась 18 мая 2013 года на канале BBC One. Также в этой серии становится известна тайна Клары, но появляется тайна неизвестного Доктора, которого играет Джон Хёрт.

## Сюжет
Лондон, 1893 год. Приговорённый к казни убийца Кларенс де Марко в обмен на свою свободу сообщает Вастре о том, что знает Доктора, и о том, что «у Доктора есть тайна, которую он унесёт в могилу», и добавляет «И её нашли». Обеспокоенная этим, Вастра собирает «совещание» с Дженни, Страксом, Кларой и призраком Ривер Сонг из библиотеки. На них нападают Шептуны, требующие, чтобы Доктор прилетел на планету Трензалор, или они убьют Вастру, Дженни и Стракса. Клара сообщает это Доктору, и он понимает, что нашли не тайну, а его могилу. Доктор и Клара срочно отправляются на Трензалор, где среди могил и гробниц они находят погибшую ТАРДИС из будущего. На них нападают Шептуны, но перед Кларой появляется призрак Ривер Сонг, сообщающий, что её видит только Клара и больше никто. С её помощью они бегут от Шептунов через коридоры фальшивой гробницы Ривер, попадая внутрь умершей ТАРДИС. Там Великий Разум (из серии «Снеговики») велит Доктору назвать его настоящее имя, которое является ключом от гробницы. Доктор не соглашается, и это приходится сделать Ривер, чтобы спасти Дженни, Клару, Вастру и Стракса.
Внутри гробницы Доктора вместо его мёртвого тела они обнаруживают его временную линию, состоящую из каждого его путешествия во времени — «следы моих слёз», по словам Доктора. Великий Разум просачивается в «рану», тем самым убивая себя и уничтожая Доктора, атакуя его во всей его временной линии, обращая каждую его победу в поражение. Клара догадывается, почему Доктор встречал её раньше, и спрашивает, может ли она предотвратить уничтожение Доктора, оказавшись внутри его временной линии, на что Ривер говорит: «Да. Но тогда настоящая ты умрёшь и останутся лишь твои эхо, живущие и умирающие во всех точках времени Доктора». Клара соглашается и прыгает в линию времени Доктора, где мешает Великому Разуму достичь его цели. Раскрывается секрет Клары как невозможной девушки, которую Доктор встречал несколько раз и которая каждый раз спасала ему жизнь ценой своей («Изолятор далеков», «Снеговики»).
Доктор спасён и готов последовать за Кларой в свой временной поток; Ривер пытается его остановить, и оказывается, что Доктор тоже может её видеть, между Ривер и Доктором происходит последнее прощание. Доктор прыгает за Кларой и спасает её. Но внутри его временной линии, которая начинает разрушаться, они встречают странного человека. Им оказывается одна из регенераций Доктора, которая нарушила данное когда-то обещание и потеряла право носить имя Доктор, разрушив его родную планету Галлифрей и уничтожив их противников далеков в конце Последней Войны Времени, когда Повелители Времени, отчаявшись победить честным путём, решают уничтожить время и пространство как таковое и Доктору, очевидно, пришлось их остановить.
Сюжет продолжен в рождественской серии «Время Доктора», вышедшей 25 декабря 2013 года.